# Guerra das Comunidades de Castela

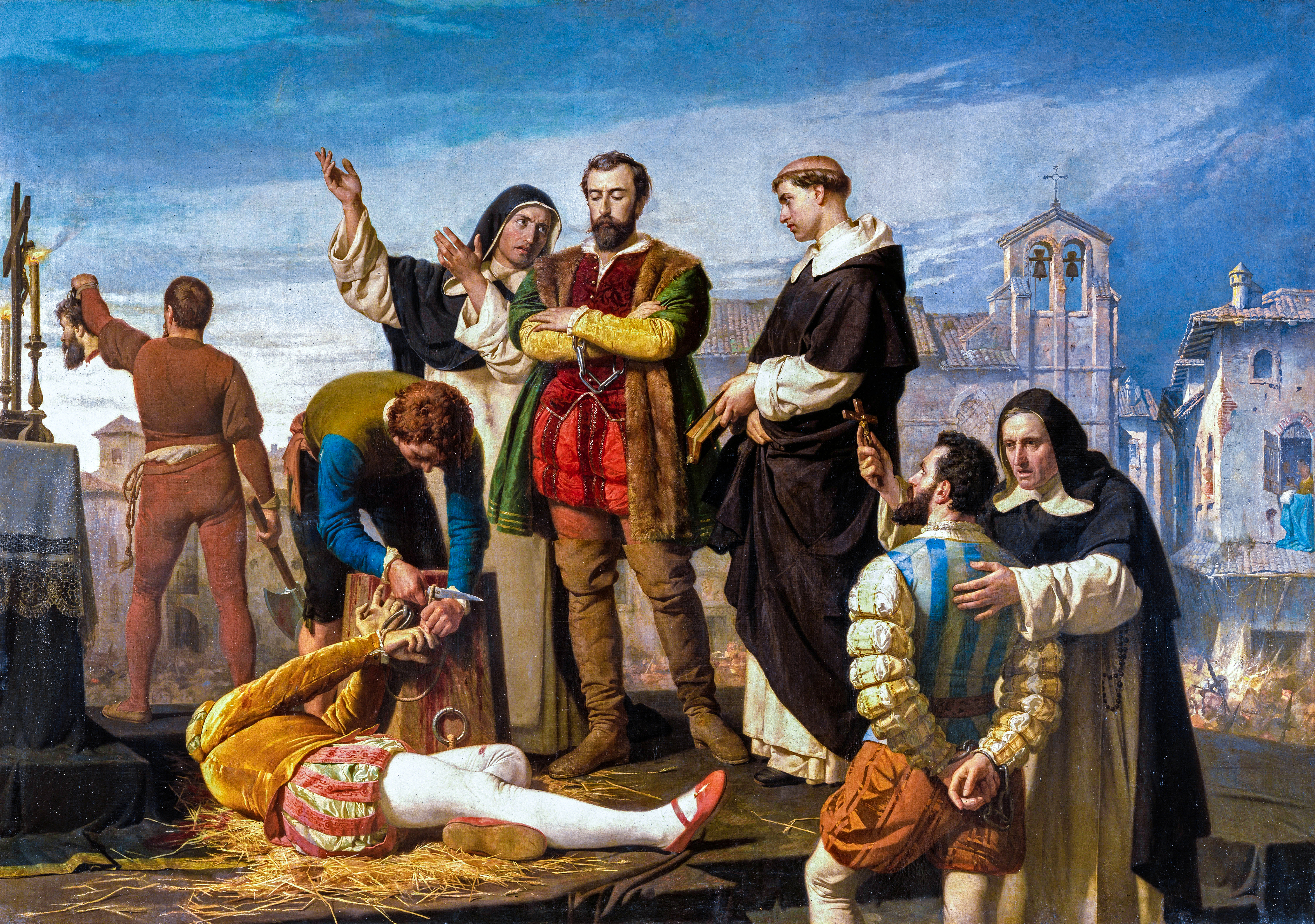
Os Comuneros Padilla, Bravo e Maldonado no Patíbulo. Antonio Gisbert Pérez, 1860.

A guerra das Comunidades de Castela, também conhecida como Revolta dos Comuneiros (em castelhano: comuneros) foi um levantamento contra a coroa que teve lugar entre 1520 e 1522, protagonizado pelas cidades do interior do Reino de Castela.
Alguns historiadores qualificam-na como uma das primeiras revoluções modernas. Em Castela, a Revolta aconteceu motivada contra as pretensões do rei Carlos I da Espanha em modificar o governo da coroa, subtraindo poderes das comunidades de Vila e Terra castelhanas (as cidades) com o objetivo de aprofundar a centralização do poder. No primeiro caso alinha-se o historiador José Antonio Maravall, Julio Valdeón Baruque ou o historiador francês Joseph Pérez. autor do livro Los comuneros, e talvez o maior perito no movimento comunero.
Em contrapartida, os partidários da segunda opinião defendem que um maior poder real é garantia de modernidade, posto que é característica do medievo a fragmentação do poder e, no caso da Coroa de Castela, a necessidade dos monarcas, desde tempos remotos, de apoiarem-se nas cidades (as denominadas "cidades com voto nas Cortes", que tinham um poder importante por seu direito em participar das Cortes estamentais mediante o envio de representantes), pelo que a Guerra das Comunidades seria supostamente uma última tentativa dessas cidades em manter seu status que havia sido conquistado ao longo dos séculos e impedir a continuação de um caminho que conduzia ao absolutismo.

## História

### Antecedentes
Ainda que a causa imediata da revolta tenha sido o fato de que, ao chegar um rei estrangeiro assim como o uso dos recursos e impostos de Castela a favor do Império, as raízes do problema devem ser encontradas anteriormente, na época das regências em Castela (1504-1517), quando foram expostos diversos conflitos da sociedade castelhana: a preocupação da nobreza em recuperar prestígio depois do reinado de Isabel I, que havia sido reduzido notavelmente (em geral, os comuneros seriam membros da pequena burguesia comercial e artesanal das cidades castelhanas); o conflito entre os grandes comerciantes (representados por Burgos, sede do "Consulado do Mar", onde se centralizavam as exportações da lã castelhana) que desejavam exportar a lã em estado bruto e as manufaturas (representados por Segóvia), que desejavam uma maior quota para poderem desenvolver a incipiente indústria têxtil de Castela (como a que existia, por exemplo, em Flandres e que se servia, justamente, da lã castelhana); o problema dos conversos, devido ao rigor da Inquisição; ou, finalmente, às tensões existentes nas cidades onde o poder político estava nas mãos de clãs determinados.

### Derecho del Comun
O fator político motivador das revoltas comuneras de 1520 foi a ameaça às formas de gestão política das comunidades da Espanha, sobretudo da região de Castela. Tais locais possuíam uma longa tradição de gestão política autônoma, geridas pelo princípio do Procomún ou Derecho Del Comun. Além da autogestão política o Procomún garantia que o bem comum não seria prejudicado a partir das ações e mandos do monarca. O princípio medieval do Procomún entrava em conflito com a política de Carlos I, a partir do alinhamento do Imperador com o princípio do Princeps que considerava o Imperador como “o senhor único do mundo”. As comunidades, até outrora autônomas e com liberdade para gerir a sua própria organização, vêem-se ameaçadas pelas decisões e atitudes de Carlos I e, a partir daí, revoltam-se e rebelam-se contra este.

### O "serviço" de Carlos I
"O serviço" era uma espécie de imposto destinado a sustentar os gastos de Carlos I no estrangeiro. Nas cortes de Valladolid, em 1518, os procuradores castelhanos negaram o pedido de pagamento do serviço a Carlos I. Aos finais de março de 1520, o Imperador convocou as Cortes em Santiago de Compostela com o objetivo de obter um novo serviço e também recebe resultado negativo. Semanas depois voltou a convocar as Cortes na Corunha, com vistas a sua próxima campanha. Ainda que os procuradores castelhanos tenham sido em sua maioria com o claro fito de votar contra, muitos deles foram impedidos na última hora de entrar, outros (mortos quando voltaram) traíram suas cidades, sob coação ou suborno. Como resultado, o serviço ficou finalmente aprovado.

### Formação da Santa Junta
Em 29 de julho de 1520 é constituída, em Ávila, a Santa Junta do Reino, formada por representantes das cidades castelhanas, elegendo-se como presidente ao toledano Pedro Lasso de Vega (irmão do poeta e membro do exército imperial Garcilaso de la Vega) e como chefe do exército comunero ao também toledano Juan de Padilla. A Santa Junta trasladou-se para Tordesilhas, com a esperança de que a confinada rainha Joana I viesse a apoiá-la, ainda que enviados saíssem de uma entrevista convencidos de que nada podiam esperar da soberana, pois estava, efetivamente, louca.
A revolta foi uma rebelião da comunidade política (oligarquia local e a nobreza) contra o Rei. Burgos, devido ao seu óbvio interesse econômico na exportação, foi a única cidade castelhana contrária aos comuneros. Apesar do caráter eminentemente urbano da rebelião, no verão de 1520 numerosos insurrectos rurais somaram-se aos rebeldes. O selvagem incêndio de Medina del Campo por parte das tropas realistas em 21 de agosto de 1520, como represália por haver negado a estas a entrega dos canhões de artilharia que pretendiam utilizar contra Segóvia, alinhou definitivamente Valladolid com os comuneros.

### Início da guerra das Comunidades
Em 23 de outubro Carlos foi coroado Imperador do Sacro Império como Carlos V, e a 31 deste mês o cardeal Adriano de Utrecht, regente flamenco nomeado pelo rei, declara guerra aos comuneros. Os realistas tomam Tordesilhas e a Junta foge para Valladolid. Juan de Padilla volta a Toledo. O bispo de Zamora Antonio de Acuña organiza um exército em Tierra de Campos que assalta fortalezas senhoriais para depois marchar para o planalto sul.
Carlos I nomeia dois novos vice-reis dentre nobres castelhanos: o Condestável de Castela e o Almirante de Castela.

### Os grupos envolvidos
Os pecheros (grupo que não se encaixava em definições muito exatas sobre seu local social) se encontravam em situação de vulnerabilidade desde princípio do século XVI, estes estiveram impossibilitados de participar da política local, que até então, se preservava reduzida aos fidalgos. A representatividade dos pecheros mantinha-se restrita às sociedades rurais, onde a nobreza não se fazia presente. Em centros de maior desenvolvimento do comércio, a exemplo de Ávila, nos conselhos administrativos, a maioria da população não possuía representação, e quando a tinha esta estava limitada ao silêncio e a passividade.
Com o desenvolvimento do comércio, das letras, custeada pela Igreja, e do controle real nos conselhos, os comuns passaram a questionar a impossibilidade de participação ativa na política, pleiteando novas conquistas e espaço de atuação.
Os fidalgos por sua vez se encontram em posição de desvantagem em relação ao reino, e apesar de estes se manterem contra a equidade dentre estes os pecheros, alguns membros das oligarquias participaram da luta contra o Reino, não com a pretensão de alterar o poder, mas para tornar-se mais influente no âmbito cortesão e tornar o voto das famílias nobres mais fortes frente às decisões do governo, para isso questionavam o governo administrativo real, caracterizado por posturas rígidas e conservadoras.

### O papel da experiência religiosa nas Revoltas Comuneras
O movimento Comunero teve uma influente componente religioso, mesmo em início da Idade Moderna, a religião desempenhava importante papel na formação social e estrutural. Os movimentos clericais estavam profundamente envolvidos na Revolução, assumindo uma postura oposicionista ao reinado. A ação religiosa estava basicamente em algumas frentes: o papel político das confrarias, quando sediam seus espaços para confabulações políticas; as profecias milenaristas que utilizavam o conflito como meio de propaganda política. Autores como Máximo Diago Hernando afirmam que consideram esta e outras rebeliões semelhantes que aconteceram na Europa como “autênticas revoluções”, pelo caráter de rompimento da ordem vigente, e construção de algo novo, que necessariamente envolveria as questões religiosas na estrutura nova. O autor afirma que havia uma simbiose entre teologia e política e que todas estas revoltas da primeira metade do século XVI foram o intermédio para a implantação da reforma protestante.

### Exército imperial
A 31 de outubro a Regência dispõe-se a pôr termo na revolta, agrupando tropas nas terras do Almirante, junto a Medina de Rioseco. O comando recai sobre Pedro Fernández de Velasco, conde de Haro, filho do Condestável, que já havia reunido tropas na cidade de Burgos conforme o tradicional alistamento, recebendo também ajuda do filho do duque de Nájera, com artilharia proveniente de Navarra e de Fuenterrabía, deixando desguarnecida a fronteira francesa. Também o acudiram os condes de Benavente e de Altamira, os marqueses de Astorga e de Falces, e os condes de Salinas e de Luna. Ainda assim, o número de lanceiros e cavaleiros não ultrapassava dois mil. Uma embaixada é enviada a D. Manuel I de Portugal, que financia as forças contrarrevolucionárias com 50 mil cruzados, equivalente à data a cerca de 180 quilos de ouro.

### A Batalha de Villalar
Em fevereiro de 1521 as tropas comuneras iniciaram uma ofensiva sobre a fortaleza de Torrelobatón, que cai a 25 de fevereiro. A 12 de abril, no episódio mais atroz da guerra, tropas reais assaltam a cidade de Mora, queimando a igreja onde haviam se refugiado mais de três mil anciãos, mulheres e crianças, que morreram todos. Finalmente, na madrugada de 23 de abril as tropas comuneras saem de Torrelobatón, buscando refugiar-se em Toro. As tropas reais perseguem-nos, alcançando-os finalmente em Villalar. Os revoltosos, sob forte chuva e sem a proteção da artilharia, são dispersados pela cavalaria dos nobres. O comuneros perderam, então, entre 500 e 1 000 homens, enquanto seis mil caem prisioneiros. Na madrugada de 24, são executados os principais líderes comuneiros, pertencentes à nobreza castelhana, o toledano Juan de Padilla e Juan Bravo, capitão dos comuneros segovianos. Horas depois, foi morto Francisco Maldonado.

Antes da execução, Juan Bravo e Juan de Padilla trocaram palavras que passaram à posteridade: ao subir ao cadafalso, Padilla dissera a seu camarada: 
"Senhor Bravo, ontem foi dia de lutar como cavaleiro… Hoje é dia de morrer como cristão". Isto resultou que Juan Bravo pediu para ser executado antes que o outro, "para não assistir à morte de um tão grande cavaleiro".
Após a batalha uma parte do derrotado exército comunero cruzou a fronteira de Portugal através de Fermoselle, e o resto contatou com Toledo, reforçando a resistência da cidade durante mais de um mês.

### A queda de Toledo
Embora esta derrota não fosse o fim das lutas comuneras, foi o princípio do fim. Todas as cidades revoltosas do norte de Castela caem após a batalha de Villalar. Em junho de 1521 as tropas de Carlos assediam Madri, que se rende. Múrcia, que também se aliara à revolta, caiu depois de forte cerco. Em 1º de setembro começa o assédio a Toledo, que se rende a 25 de outubro sob a condição de que fosse respeitada a vida de Maria Pacheco (que recebeu o epíteto de Leoa de Castela) e de outros líderes da cidade. Carlos, porém, derrubou o castelo de Padilla, em Toledo.
A 9 de janeiro de 1522 foi nomeado Papa o cardeal Adriano, como recompensa a Carlos pelos favores prestados. As manifestações de júbilo por parte do cabido de Toledo são uma provocação. Maria Pacheco com suas fiéis tomam o Alcázar e libertam todos os comuneros presos. A 3 de fevereiro entram as tropas imperiais, acabando com esta pequena sublevação. Maria Pacheco foge com sua filha para Portugal, onde morreu 10 anos depois sem renunciar aos seus ideais comuneros.
| LINHA DO TEMPO - SEQUÊNCIA DOS PRINCIPAIS ACONTECIMENTOS |
| - 1504 - Morte da Rainha Isabel, causando instabilidade no reino de Castella - 1516 - Carlos de Gante, neto de Isabel I de Castela e Fernando II de Aragão é coroado rei da Espanha - 1517 - Carlos de Gante dirige-se à Espanha com toda a sua corte - 1518 - É reconhecido formalmente como Rei de Castela e Aragão - 1519 - Torna-se imperador do Sacro Império Romano Germânico - 29 de Maio de 1520 - Primeiro incidente que desencadeou as rebeliões comuneras de Castela. Funcionários imperiais foram executados durante a Assembleia Anual del común em Segóvia - 29 de Julho de 1520 - Ávila - Constituição da Santa Junta del Reino, o Governo Revolucionário Castelhano - 1522 - Vitória final dos exércitos imperiais |

## Consequências da derrota
A derrota da Revolta Comunera gerou consequências para a as comunidades de Castela, que ficaram submetidas ao jugo do Imperador Carlos V, sendo incorporadas aos territórios do Sacro Império Germânico, perdendo dessa forma a sua autonomia política exercida pelo direito “Del común”. Os seus principais líderes: Juan Padilha, Juan Bravo e Francisco Maldonado foram decapitados e tidos como comuns inimigos do povo e usurpadores da coroa. Outra consequência dessa revolução, violentamente combatida pelas tropas imperiais, foi a sua imortalização dentro do imaginário dos cidadãos espanhóis, seja dentro da Espanha, ou nas regiões colonizadas. Uma prova disso foi à revolta acontecida no Paraguai entre os anos de 1721 e 1735 com o renascimento da lei “Del comum” em contraposição as reformas políticas e administrativas realizadas pela dinastia Bourbon. A revolta ainda serviria durante o reinado da rainha Isabel II (1833-1866) como um mito fundador do “Estado liberal espanhol”, pois traz à tona uma reivindicação de autonomia política e econômica perante o jugo monárquico.

## O perdão e as exceções
Depois de sua chegada a Palência em 1522, e sob sua direção pessoal, o imperador empreendeu a repressão aos revoltosos. Em três meses houve mais de cem condenações à morte, sendo a mais famosa a de Pedro Maldonado, executado em 14 de agosto. Após a onda repressiva, Carlos V promulgou um perdão geral, espécie de amnistia, embora limitada pelo número que dele foram excluídos. Aos perdoados se eximiam as responsabilidades penais, mas não as indemnizações - o que levou muitos deles à indigência. Os exceptuados do perdão integravam uma lista com 293 nomes, que englobava os chefes militares, os procuradores da Santa Junta, seus funcionários, e membros das Juntas locais e eclesiásticos comuneros. Antonio de Acuña foi executado em 1526.